# Stazione di Karlsruhe Centrale
La stazione di Karlsruhe Centrale (in tedesco Karlsruhe Hbf – abbreviazione di Karlsruhe Hauptbahnhof, letteralmente "Karlsruhe stazione principale") è la principale stazione ferroviaria della città tedesca di Karlsruhe.
Ha vinto il premio Bahnhof des Jahres nel 2008.